# (2776) Baikal
(2776) Baikal es un asteroide que forma parte del cinturón de asteroides y fue descubierto por Nikolái Stepánovich Chernyj el 25 de septiembre de 1976 desde el Observatorio Astrofísico de Crimea, en Naúchni.

## Designación y nombre
Baikal se designó inicialmente como 1976 SZ7.
Más tarde, en 1984, recibió el nombre «Baikal» del lago homónimo.

## Características orbitales
Baikal orbita a una distancia media del Sol de 2,367 ua, pudiendo alejarse hasta 2,781 ua y acercarse hasta 1,953 ua. Su inclinación orbital es 4,788 grados y la excentricidad 0,1748. Emplea 1330 días en completar una órbita alrededor del Sol.

## Características físicas
La magnitud absoluta de Baikal es 12,7